# Арктур
Арктур (α Boötis; Алфа от Воловар) е четвъртата най-ярка звезда в небето и най-ярката звезда от съзвездието Воловар. Тя е с нулева звездна величина и мек оранжев цвят. Арктур е забележителен обект в северните пролетни нощи. Това е най-ярката звезда на северното небесно полукълбо и 4-та по яркост звезда в цялото небе след Сириус, Канопус и Алфа Кентавър. Арктур се намира на 37 св. г. от нас и е класически оранжев гигант с повърхностна температура около 4300 келвина. Звездата има 180 пъти по-голяма яркост от слънчевата и диаметър, равняващ се на 1/4 от диаметъра на орбитата на Меркурий. Арктур се движи с голяма скорост в сравнение с другите ярки звезди. Като гигант тежащ 1,5 пъти повече от Слънцето, звездата вече е превърнала своето водородно гориво в хелий. Тя е започнала процеса на изгаряне на хелия и превръщането му във въглерод.
Традиционното название на звездата идва от старогръцкото Ἀρκτοῦρος, означаващо „пазител на мечката“.

## Наблюдение
С видима звездна величина от −0,05, Арктур е най-ярката звезда в северното нощно небе. Френският математик и астроном Жан-Батист Морен наблюдава Арктур с телескоп още през 1635 г. При залез Слънце звездата може да се види и с невъоръжено око.
Арктур се вижда от двете земни полукълба, тъй като се намира на 19° северно от небесния екватор. Звездата кулминира в полунощ на 27 април и към 9 часа вечерта на 10 юни. Птолемей описва Арктур като „червеникава“. Тя има B-V цветови индекс от +1,23, което приблизително по средата между Полукс (B-V +1,00) и Алдебаран (B-V +1,54).

## Физически характеристики
Според данните за годишно изместване на паралакса от 88,83 милиарксекунди, предоставени от спътника Хипаркос, е установено, че Арктур се намира на 36,7 светлинни години (11.26 парсека) от Слънцето. Паралксът има допустима грешка от 0,54 милиарксекунди, което дава грешка в разстоянието от ± 0,23 светлинни години (0,069 парсека). Поради близостта си до нас, Арктур има голямо собствено движение от две арксекунди на година.
Арктур се движи бързо (122 km/s) спрямо Слънцето и в днешно време се намира почти до най-близката си точка до Слънцето. Най-близко ще се намира след около 4000 години. Арктур се движи заедно с група от 52 други звезди, като колективно те се наричат „Поток на Арктур“.
С абсолютна величина от -0,30, Арктур е една от най-светими звезди около Слънцето, заедно с Вега и Сириус. Тя е около 110 пъти по-ярка от Слънцето във видимия диапазон, но повече от излъчването ѝ е в инфрачервения диапазон. Общата ѝ болометрична изходна мощност е около 180 пъти по-голяма от тази на Слънцето. По-слабото излъчване във видимия диапазон се дължи на по-ниската ефикасност на звездата, тъй като повърхностната ѝ температура е по-ниска от тази на Слънцето.
Арктур е еволюирал червен гигант от спектрален клас K0 III. Бидейки най-ярката звезда от клас K в небето, тя става обект на спектрален атлас, съставен от спектрите ѝ, заснети от обсерваторията Маунт Уилсън в Калифорния през 1960-те години. Следващите атласи на звездата покриват още повече дължини на вълната, а тя се превръща във важна отправна точка в звездната спектроскопия.
Масата на Арктур не може да бъде измерена директно, но моделите сочат, че тя вероятно е малко по-голяма от Слънцето. Еволюционните данни от наблюдаваните физически параметри дават маса от 1,08 ± 0,06 M☉, докато съотношението на кислородните изотопи дават маса от 1,2 M☉. Звездата проявява магнитна активност, която загрява короналните структури и претърпява магнитни цикли (подобно на Слънцето), с период вероятно по-малко от 14 години. Във фотосферата на звездата е засечено слабо магнитно поле с големина около 0,5 G. Магнитната дейност е ротационно модулирана.
Възрастта на звездата е оценена на 6 – 8,5 милиарда години, макар да съществуват някои неясноти относно еволюционния ѝ статут. Изкачва се по разклонението на червените гиганти в диаграмата на Херцшпрунг-Ръсел. Арктур е изразходила водорода в ядрото си и активно изгаря водородната си обвивка.
Металичността на звездата представлява около една трета от тази на Слънцето.